# パナソニック モバイルコミュニケーションズ

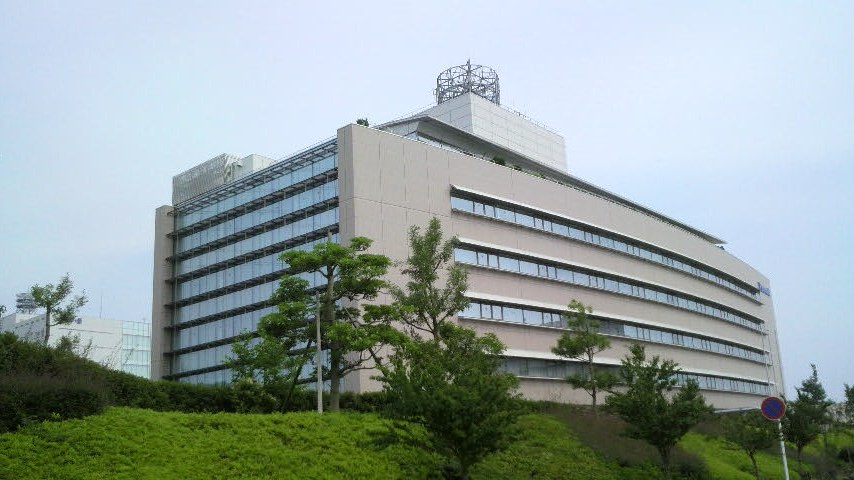
YRP研究所

パナソニック モバイルコミュニケーションズ株式会社（英: Panasonic Mobile Communications Co., Ltd.）は、かつて存在したパナソニックグループの移動体通信端末、決済端末のメーカーである。パナソニックグループ内や周辺地域ではPMCの略称で呼ばれていた。
パナソニック（旧法人）本体（現：パナソニックホールディングス）の社内カンパニーであるコネクティッドソリューションズ社配下に置かれていた子会社であり、後述の事業会社制移行に伴ってパナソニック コネクトの「モバイルソリューションズ事業部」に統合された。

## 沿革
- 1958年1月17日 - 大阪府北河内郡門真町（当時）に松下通信工業株式会社（まつしたつうしんこうぎょう、英: Matsushita Communication Industrial Co., Ltd.）設立。（松下電器産業「現：パナソニック ホールディングス株式会社」より分離）
- 1960年 - 本社を横浜市港北区綱島町（当時）に移転。
- 1968年
  - 当時の電電公社にポケットベル（ページャー）を納入開始。（移動体通信端末事業へ参入。事実上の創業）
  - 東京、大阪証券取引所第二部へ上場。
- 1969年 - 東京、大阪証券取引所第一部へ指定。
- 1991年 - 教育用パソコン「PanaCAL ET」を発売。ハードウェアはPanacomM530がベースである。OSに、MS-DOSの他BTRONベースの「ETマスター」を用意。
- 2001年8月21日 - NECと携帯電話のソフトウェア開発で提携[2]。
- 2002年
  - 半ば - 海外向け事業に力を入れるとの理由によりau、ツーカー、J-PHONE（当時）向け端末から相次いで一旦撤退。以降、2006年10月の705P・2007年1月のW51P発売までドコモ向けのみの供給となる。
  - 9月25日 - 現在の東証一部での株式上場廃止。
  - 10月1日 - 株式交換により、松下電器産業の100%子会社となる。
- 2003年1月1日 - 松下グループの再編により、携帯電話端末事業に特化したパナソニック モバイルコミュニケーションズ株式会社（初代）が発足。のちに、本社を綱島から佐江戸地区へ移転。
  - システム事業や自動車機器事業（カーオーディオ、カーナビゲーション、ETC装置他）などは松下電器産業へ移管。
  - 固定電話（PHSデジタルコードレス電話親機（VE品番）含む）、インターホン事業（VL品番）、PBX事業はパナソニック コミュニケーションズ（旧・九州松下電器の存続法人）に移管。
  - 医療機器事業（補聴器や超音波診断装置など）は松下電器産業の社内カンパニー・ヘルスケア社へ移管。その後、2007年4月1日にヘルスケア社の全事業はパナソニック四国エレクトロニクス（現・PHCグループ）に継承された。その関係で同社の横浜事業場と同社の子会社だったパナソニック補聴器はPMC本社と同じ場所にあった。
- 2006年
  - 8月 - NEC、TIなどと合弁で、通信プラットフォーム開発会社のアドコアテックを設立。
  - 10月 - NECと合弁で、プラットフォーム開発会社のエスティーモを設立。
- 2007年1月26日 - モトローラ、NEC、NTTドコモ、パナソニック モバイルコミュニケーションズ、サムスン電子とボーダフォンでLiMo Foundationを設立。
- 2008年
  - 3月 - 業界で初めて携帯・自動車電話端末納入台数が1億台を達成。
  - 8月 - エスティーモを清算。
  - 10月 - 子会社のパナソニックMSEの株式の60%をNTTデータに売却し、NTTデータMSEに社名変更。
- 2010年3月 - 光電送装置・WANアクセスシステム事業から撤退。
- 2013年
  - 4月1日 - 携帯電話端末事業を新設分割のパナソニック モバイルコミュニケーションズ（2代目）へ、基地局事業をパナソニック システムネットワークスへそれぞれ移管、初代法人はパナソニック モバイル株式会社に商号変更しパナソニックへ吸収合併[3]。
  - 9月26日 - 日本国内におけるスマートフォンの製造休止を発表[4]。
- 2022年4月1日 - パナソニックグループの持株会社制への移行に伴い、パナソニック システムソリューションズ ジャパン（同時にパナソニック コネクトに商号変更）に合併され解散[5]。これにより一般向け携帯電話端末から撤退。

以上のように、事業分野への参入は1968年、社名および現在の事業内容に特化したのは2003年であるが、初代法人は松下通信工業の法人格を引き継いでいるため、公式の設立は1958年となる。

## 拠点
- 本社 - 横浜市都筑区佐江戸町600（パナソニック佐江戸工場内）
- YRP研究所 - 神奈川県横須賀市光の丘5-3
- 静岡工場 - 静岡県掛川市淡陽18（掛川東部工業団地エコポリス内）

## 特徴
ワンプッシュオープンボタン
ヒンジ部に搭載されたボタンを押すだけで、スムーズに端末を開くことが出来る。現在は特殊な構造の端末やスマートフォン以外にはほとんどの端末に搭載されている、名実共にパナソニック製の携帯電話を代表する機能である。
九州松下電器（現・パナソニック システムネットワークス）のPHS端末KX-HV200で初採用された。KX-HV200では、現在のように「ボタンを押すと完全オープン」ではなく、90度の位置でいったん止まる機構であった。
デザイン
コンパクトさ、薄さ、軽さを重視したデザインが特徴で、高機能なハイエンド端末よりもデザインや使い勝手にこだわった端末創りを行う。
また、初のFOMA対応端末やFeliCa、ワンセグ搭載端末、ハイスピード端末など、コンセプトモデルを手がけることでもある。
ソフトウェア
FLASHを多用しているためレスポンスが悪いというイメージがあるが、最近は改善されてきている。また、FOMAの場合、日本語入力システムはAdvanced Wnnが基本だが、au向けの端末の場合、KCP+搭載機種（例・P001）を除きソフトウェアがカシオ日立モバイルコミュニケーションズ製であるため、それに準じてATOKが採用されている。au以外のソフトウェアは関連会社のNTTデータMSE（もと完全子会社のパナソニックMSE）が開発を行っている。
Bluetooth
2008年11月以前、Bluetoothをキャリアとして積極的に推していなかったNTTドコモだが、その中において唯一導入に積極的なメーカーであった。FOMAの多くのミドルおよびハイエンド端末に装備されている。
ニコタッチ方式
文字入力方式として、独自の2タッチ入力方式である「ニコタッチ方式」があり、現在はスマートフォン、NTTドコモ向け端末の一部（オペレータパック搭載端末）、au向け端末及びソフトバンクモバイル端末の一部（Infineonプラットフォームを用いた機種）以外のほとんどの機種に搭載されている。P251iSで初採用された。
ELUGAシリーズ
P-06D以降のAndroid搭載スマートフォンはELUGAシリーズとして展開している。ちなみに、ELUGAは海外で先行発売されたブランドである（これについては後述）。

## 製品
日本国内向けは2015年現在、NTTドコモとソフトバンクのSoftBankブランド（元のソフトバンクモバイル）の2社に端末を供給している。au（KDDI／沖縄セルラー電話）には2007年2月発売のW51P（CDMA W51P）より端末の供給を再開したものの、2009年2月発売のP001（CDMA MA001）をもって再び供給が途絶えた。
NTTドコモ向け端末については、電電公社・分社化前のNTT時代から端末を供給しており、「ムーバ」の商標名を使用する権利と、1文字の略号「P」（松下通信工業時代からPanasonicのP）を与えられている。
また、パナソニック モバイルコミュニケーションズと NEC（後にNECモバイルコミュニケーションズに移管）は、第3世代移動通信システム向けの端末・技術を共同で開発してきており、スマートフォンを除くNTTドコモ向けのFOMA端末、ソフトバンク向けの中、上位機種のOSにLinuxを採用している。ちなみに折りたたみ型携帯電話が主流になる前はパナソニックが携帯電話シェア率1位であったが、折りたたみ型携帯電話が主流になると携帯電話シェア率をNECに譲ることになった。2006年3月の調査では再び携帯電話シェア率が1位に返り咲いた。しかし、2006年上半期の調査では、SHARPに携帯電話シェア率1位を明け渡すこととなった。
スマートフォンのELUGAシリーズについては、当該項目を参照。

### NTTドコモ向け
- 自動車電話101型 - NTT方式とNTT大容量方式に対応した、アナログ方式。富士通とNECとの共同製造した端末。これと同じハンドセットを電池パックにセットすると、ショルダーフォン101型となる。
- TZ-802B - NTT方式とNTT大容量方式に対応した、アナログ方式。NECと共同製造した端末。商品名は携帯電話。
- TZ-803B - NTT方式とNTT大容量方式に対応した、アナログ方式。NEC・三菱電機との共同製造した端末。
- アナログムーバP、P2、P3、P4 - NTT方式とNTT大容量方式に対応した、アナログ方式。
- mova - PDC方式
  - デジタルムーバP、P2
  - P1xx - 800MHz帯の携帯電話端末のP10xと1.5GHz帯携帯電話端末のP15xがある。
  - P2xx：P209i、P209iS、P210i、P211i、P211iS、prosolid P213i
  - P25x：P251i、P251iS、P252i、P252iS、P253i、Lechiffon P253iS
  - P30x - DoPa対応の携帯電話端末
  - P50xi：P501i、P502i、P503i、P503iS、P504i、P504iS、P505i、P505iS、P506iC、P506iCII
  - P601ev - P207の高級版みたいな高級機、マグネシウム合金の筐体で裏側ドコモロゴはバッチ、P207ベースでありながら、着信音は微妙に変えられていた。
  - P601es - らくらくホン
  - P601wk - 韓国SKテレコムのサービスエリアに対応した携帯電話端末。ドコモ中央の契約者しか契約出来ない。NTTドコモ大手町支店のみ取り扱う、端末としてはP207と変わらないが、異なる方式を合わせているため大きく重い。
  - P651ps - ぷりコール対応の携帯電話端末、一般契約に移行後はP209iと同等機能。
  - P8xx - PDC方式とPHS方式を一緒にした、ドッチーモ対応の携帯電話端末。
  - ピーターパン - PDAにPDC800MHzのデジタル携帯電話をドッキングさせた最初のモデル。カバーを開ければPDAとして、裏返せば携帯電話として使える携帯電話端末。
  - モバイルゲット - 日本中央競馬会（JRA）のPAT方式電話投票システムを利用して、馬券の購入申し込み・競馬情報を入手できる専用の携帯電話端末。また、かつて松下系のプロバイダであった（後にIIJへ事業譲渡）hi-hoの情報サービスも利用できる。
- FOMA - W-CDMA方式
  - P85xi：prosolid II P851i
  - P2002 - NECのN2002のOEM。
  - P210xV：P2101V、P2102V
  - P240x（FOMAモバイルカード）：P2401、P2402、P2403
  - P70xi：P700i、P701iD、P702i、P702iD、P703i、P703iμ、P704i、P704iμ、P705i、P705iμ、P706ie、P706iμ
  - P90xi：P900i、P901i、P901iS、P902i、P902iS、P903i、P904i、P905i、P906i
  - P90xix（ムービースタイル対応の携帯電話端末やおサイフケータイ、ワンセグチューナーを搭載した携帯電話端末）：P900iV、P901iTV、P903iTV、P903iX HIGH-SPEED、VIERAケータイ P905iTV
  - docomo STYLE series：P-02A、P-03A、P-06A、P-08A、P-10A、P-02B、P-05B、P-06B、P-07B、P-02C、P-04C、P-06C、P-03D、P-01E
  - docomo PRIME series：P-01A、P-07A、P-01B、P-04B、LUMIX Phone P-03C、LUMIX Phone P-05C
  - docomo SMART series：P-04A、P-05A、P-09A、P-03B、P-01C
  - P-01F
  - P-01G
  - P-01H
- ドコモ ケータイ - spモード
  - P-01J
- ドコモ スマートフォン - FOMA・Xi
  - 第1期：P-07C（後with）
  - docomo with series：P-01D、LUMIX Phone P-02D、Disney Mobile on docomo P-05D、ELUGA V P-06D
  - docomo NEXT series：P-04D、ELUGA power P-07D、ELUGA X P-02E
  - 第2期：ELUGA P P-03E
  - TOUGHBOOK P-01K - 法人向けのみ
- ドコモ タブレット - FOMA 
  - ELUGA Live P-08D

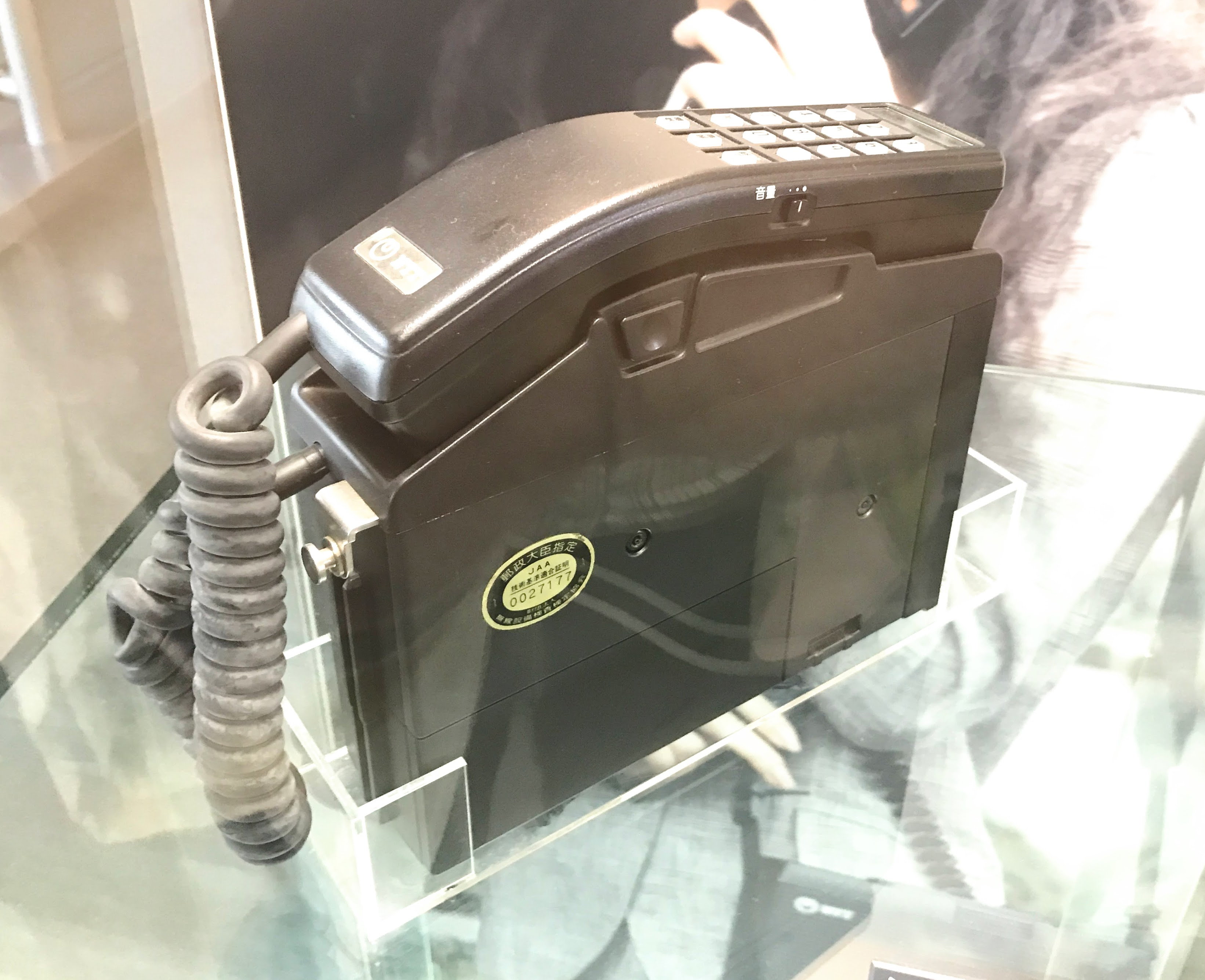
NTT自動車電話100型（ショルダーホン、TZ-802型自動車無線電話用移動無線機）
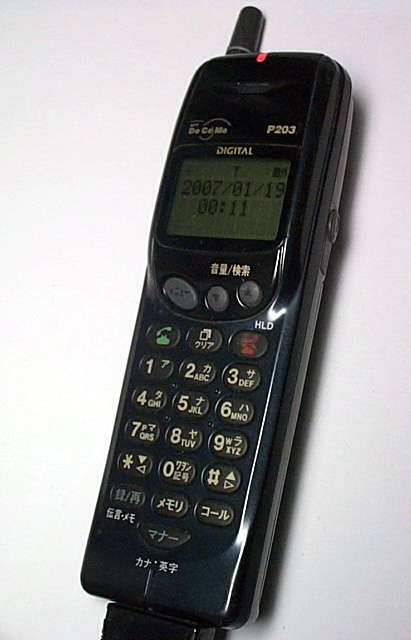
PDC端末のP203（1997年）
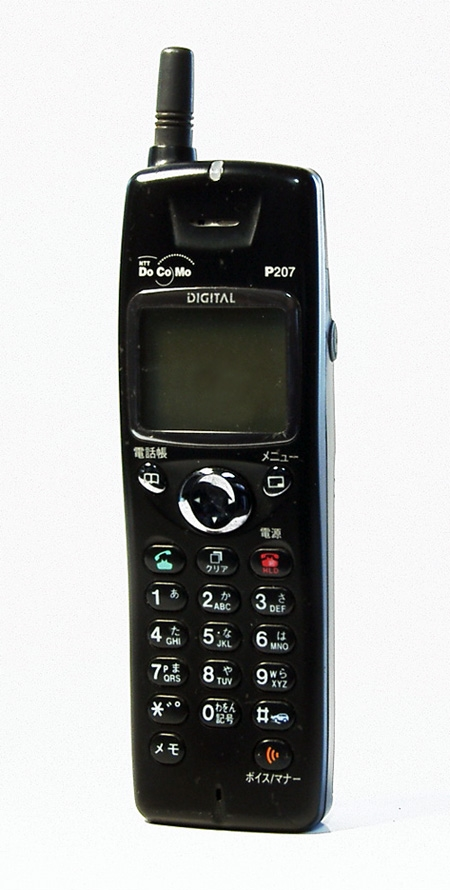
PDC端末のP207（1998年）

### ソフトバンクモバイル・ソフトバンク（SoftBankブランド）向け
（J-P51までの発売済み端末は全てPDC方式。ボーダフォン時代には供給はしていない）
- DP-141
- DP-142
- DP-143
- DP-144
- DP-145 - この機種より、スカイウォーカー対応。
- J-P01 - この機種より、スカイメロディ対応。
- J-P01II - J-P01のスカイウェブ対応バージョン。
- J-P02 - この機種より、J-スカイ対応。
- J-P03 - この機種より、カラー液晶ディスプレイ搭載。折りたたみ式。
- J-P51 - パケット機・TFT液晶ディスプレイ搭載。モバイルカメラ搭載。ストレートタイプ。
- Infineonプラットフォームモデル（エントリーモデル）：705P、705Px、706P、810P、820P、821P、822P、830P、831P、840P、840Pe、841P
- 8xxP（ミドルエンドモデル）：823P、824P、832P、842P
- 9xxP（ハイエンドモデル）：920P、921P、930P、931P、940P、941P、942P
- 00xP（Linuxモデル）: LUMIX Phone 001P
- 00xP（Infineonプラットフォームモデル）: 002P、002Pe(for Biz)
- x0xP（スマートフォン）: 003P、LUMIX Phone 101P、102P
- x0xP（フィーチャーフォン）: 103P、301P
- x0xPM（フィーチャーフォン）: 401PM

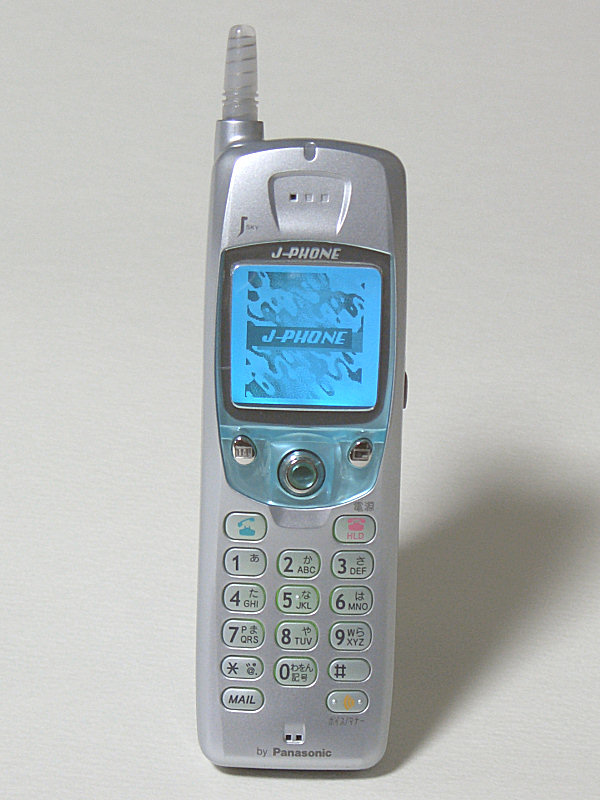
J-PHONE端末のJ-P02（2000年）
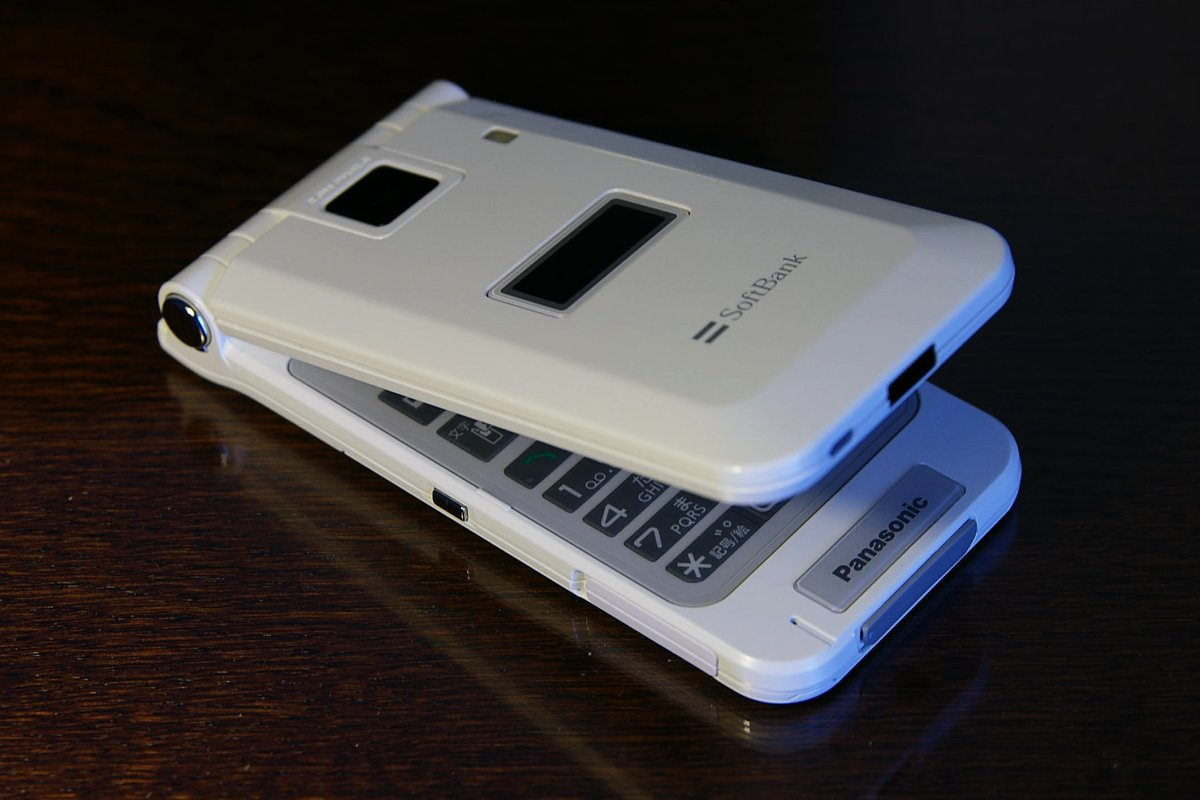
SoftBank 3G端末の705P（2006年）

### au（KDDI／沖縄セルラー電話）向け
- ハイキャップミニモ - 旧IDOハイキャップ方式。
  - H101
  - H102
  - H104
- デジタルミニモ - 旧IDO PDC方式
  - D310
  - 502G - この機種より9600bpsデータ通信対応。
  - 521G - この機種より「プチメール」（ショートメッセージサービス・DDIセルラーエリアでは使用不可）対応。
  - 521GII - 521Gの11桁変換機能搭載バージョン。
  - 531G
  - 537G - 531Gの「メロ着倶楽部」（着信音配信サービス）対応仕様。
  - 606G - 704Gのプリペイド仕様。
  - 704G - EZweb対応・auブランド。
- アナログセルラーホン  - 旧DDIセルラーグループ TACS仕様。
  - HP-10P
  - HP-50P
- デジタルセルラーホン - 旧DDIセルラーグループ PDC仕様
  - HD-10P
  - HD-30P - 改修により9600bpsデータ通信対応。
  - HD-50P - この機種より正式に9600bpsデータ通信対応。
  - HD-60P
  - HD-61P - HD-60Pの11桁変換機能搭載バージョン。
  - D101P
  - D209P - 101Pの「たのしメール」（ショートメッセージ・IDOエリアでは非対応）機能搭載バージョン。
  - D305P - ezweb対応・auブランド。
- cdmaOne
  - CD-10P - TACS方式でも使用できるデュアルモード搭載端末 関西・九州・沖縄エリアのみで発売 そのためセルラーブランドのみ。
  - C105P - cdmaOneシングルモード IDO・セルラーそれぞれのブランド名義で全国発売。
  - C308P - ezweb対応・auブランドに統一。
  - C408P - ezweb@mail対応・カラー液晶。
  - C3003P - ezplus・ezナビゲーション対応・折りたたみ式・日本初のBREWプラットフォーム採用（ただしアプリ用は除く）。
  - フォトパレット - 携帯電話に接続して使うメール端末。
- CDMA 1X WIN（後のau 3G）
  - W51P - 5年ぶりのau端末。カシオ日立モバイルコミュニケーションズからシステムソフトウェアのOEM供給を受けているため、日本語入力システムはAdvanced WnnではなくATOK for au＋APOT。これは協業相手のNECがKDDIと関係が悪く[要出典]、au向けの端末を供給していないため。なお、ハードウェアはPMCによる製造である。
  - W52P
  - W61P - auのパナソニックWIN端末としては初めてワンセグを搭載している、ただしVIERAケータイと名づけてはいない。
  - W62P - W61Pの女性向けバージョン。ちなみに限定バージョンとして「島耕作ケータイ」も存在する。
  - P001（MA001） - auのパナソニックWIN端末としては初にして唯一のKCP+を搭載。この機種よりSD-Audioが正式に廃止された代わりに着うたフルプラスに対応。製造型番の“MA”は松下の“ま”。

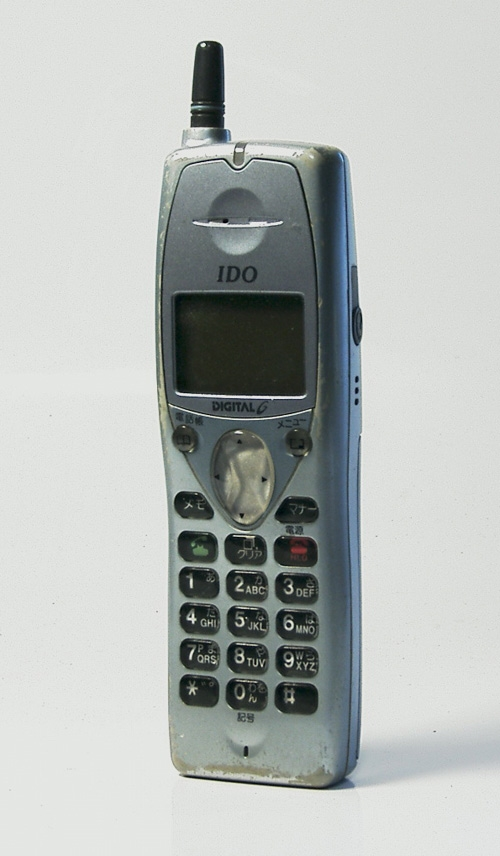
PDC端末の521G（1997年）
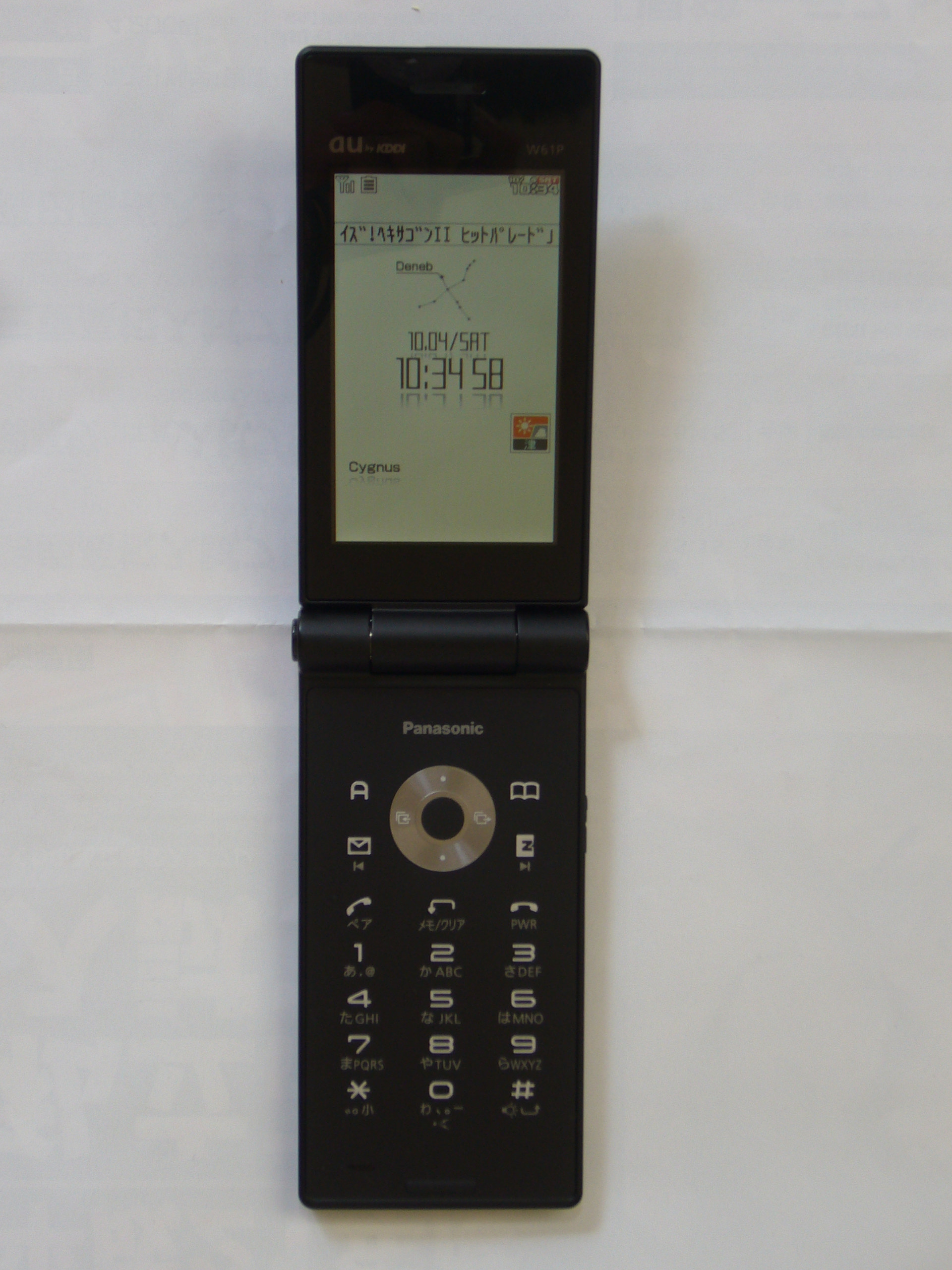
au向け端末のW61P（2008年）
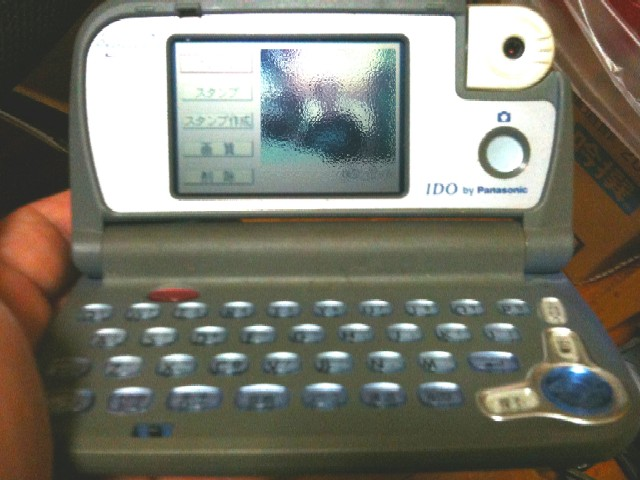
IDO・DDIセルラーグループ（現 au）向けのメール端末フォトパレット（2000年）

### ツーカー向け
- ツーカー携帯電話（東京エリア）ツーカーデジタル（東海エリア）
  - TH051（東京エリア）P（東海エリア）
  - PII（東海エリア）
- デジタルツーカーシリーズ（関西エリア）
  - P
  - PII
  - PIII
- Cyber Gigaシリーズ（一部を除き、3エリア共通シリーズ）
  - TH061（東京・東海エリア）
  - TH071（東京・東海エリア）P201（関西エリア）
  - TH081
  - TH091 - この機種よりスカイメッセージ対応
  - TH092 - この機種よりスカイメロディ（着信音配信サービス）対応
  - TP01 - この機種よりezweb・和音着信メロディ（3和音）対応
  - TP11 - カラー・折りたたみ式・着信メロディは16和音

### 海外向け端末
- GSM
  - 2005年12月9日にGSM端末の製造から撤退している[6]。
    - P341i, P342i
    - GDシリーズ : GD30、GD35、GD55、GD67、GD68、GD70、GD75、GD76、GD85、GD87、GD88、GD90、GD92、GD93、GD95、GD96
    - Gシリーズ : G50、G51、G60、G70、G400、G450、G500,  G600
    - VS(Visual & Slim)シリーズ : VS2、VS3、VS6、VS7
    - MX(Maximum Endurance)シリーズ : MX6、MX7
    - SA(Sporty & Active)シリーズ : SA6、SA7
    - SC(Stylish Camera/Colour)シリーズ : SC3
    - Aシリーズ : A100、A101、A102、A200、A210、A500
    - Xシリーズ : X11、X66、X68、X70、X77、X88、X100、X200、X300、X400、X500
    - Xシリーズ(Symbian OS S60) : X700、X800
    - KXシリーズ : KX-TU301、KX-TU311
- スマートフォンELUGAシリーズ
  - 2012年2月21日に欧州向けにELUGAのリリースをすることを発表。再び海外市場へ参入した[7]。しかし2012年10月31日に早くも撤退を決定した[8]。
    - ELUGA DL1
    - ELUGA Power

### その他
- 光伝送システム - 2010年3月限りで撤退。
- 携帯電話基地局 - 2014年にノキアに譲渡。

なお、旧松下通信工業が製造していた計測機はPMCがアフターサービスを引き継いでいる。

## スポーツ
- 旧・松下通信工業時代の1987年から続く、「パナソニック女子陸上競技部」を持つ。全日本実業団対抗女子駅伝大会への出場を中心に活動している。愛称は「パナソニックエンジェルス」（以前は「パナエンジェルス」）。
- チーム名の社名は旧松下通信工業時代は「松下通信」、PMC発足後は「パナソニック モバイル」としていたが、2005年より現行の「パナソニック」としている。各選手はPMCのみならず、松下通信工業の事業を引き継いだ各社に所属しており、事実上横浜地区のパナソニックグループを挙げたチーム編成となっている。

## 事故
携帯電話の過熱事故
2003年に仙台市在住の男性が、同社製の携帯電話端末をズボンのポケットに入れたままこたつに入っていたところ、足にヤケドを負った。男性は、携帯電話の過熱が原因で、製品に欠陥があったとして、同社を相手取り仙台地裁に訴訟を起こした。一審は訴えを棄却したが、二審の仙台高裁は、「異常発熱が原因であり、安全性に問題があった」として、一審判決を変更し、原告に約221万円の支払いを命じた。2011年10月に最高裁は、同社の上告を棄却し、原告勝訴が確定した。